# フェラーリ・F93A
フェラーリ・F93A (Ferrari F93A) は、スクーデリア・フェラーリが1993年のF1世界選手権参戦用に開発したフォーミュラ1カー。1993年の開幕戦から最終戦まで実戦投入された。設計者はハーベイ・ポスルスウェイトとジョージ・ライトン。最高成績は2位。

## 概要
1992年12月23日、全チームの中で最も早くニューマシンF93Aがフィオラノで公開された。1992年中盤にジョン・バーナードがフェラーリに復帰して以後、チーム内部で大きな組織の改編があり、F93Aはティレルから移籍加入したジョージ・ライトンによってデザインされた『F92Aの大幅なモデファイ版』と言えるものだった。これをバーナードが監修した。失敗作と言われた前作を踏襲したのは監修役バーナードの「ニューマシンに導入される新技術は一つだけにするべき」という理念から、空力的にはF92Aをオーソドックスなデザインに改編したものとし、まずはアクティブサスペンションの熟成に全力を注ぐ方針でF93Aは設計された。
モノコックの基本設計は前モデルのF92Aを元にしており、チームに復帰したバーナードが設計する412T1までのつなぎ的な位置付けにあった。発表時点ではF93Aでシーズン前半を戦い、ヨーロッパラウンドに入った7月中旬からはバーナード作の新車をデビューさせる予定とされた。F92Aの斬新なダブルフロアは廃止され、サイドポンツーンはコンベンショナルな形状に戻された。バーナードはF93A発表時に「我々の解析ではダブルフロアは技術的に失敗だと考えている。」とその理由を述べている。
ハイテク競争の頂点となったこの年、F93Aにはフェラーリとしては初のアクティブサスペンションが搭載された。これは前シーズン終盤にF92ATでニコラ・ラリーニによってテストを続けていたものだった。しかし、開発期間が短かったためトラブルが多発し、ドライバーが信用を置けないレベルだった。第8戦フランスGPより改良型のシステムが投入された。
ギアボックスはF92ATの横置き式を継続し、7速から6速に変更された。Tipo 041エンジンは新たにニューマチック制御の5バルブを採用したが、第10戦ドイツGPより4バルブ仕様となった。この変更には、前年F1第2期活動を休止したホンダからの技術供与があった。
F93Aで目を引いたのは新しいカラーリングで、1980年代になって以後は赤1色で継続されてきたが、ルカ・ディ・モンテゼーモロ社長の意向でコクピット周囲からエンジンカウルにかけて白いストライプが描かれた。これはモンテゼーモロがマネージャーとして指揮していたフェラーリ黄金期の1970年代（フェラーリ・312T）を再現したもので、名門復活に賭ける強い意志が込められていた。発表時には白いストライプに赤と緑のラインも描かれていたが、実戦では緑と赤のラインは省略された。

## 1993年シーズン
この年、マクラーレンから4年ぶりにゲルハルト・ベルガーが復帰し、フェラーリでの3年目となるジャン・アレジとコンビを組んだ。シーズン中には元プジョー監督のジャン・トッドがチーム代表に就任した。
F93Aは時折上位に食い込んだものの、優勝を狙えるほどのポテンシャルはなく、年間順位通りウィリアムズ、マクラーレン、ベネトンに次ぐ4番手のマシンだった。
第14戦ポルトガルGPでは、ベルガーのマシンがタイヤ交換後ピットレーンで加速した際、アクティブサスペンションが誤作動してスピン状態となり、ホームストレートを横切ってクラッシュするというあわや大惨事のシーンがあったものの、ジャン・アレジが序盤トップを快走するなど速さの片鱗を見せた。最高成績はイタリアGPでのアレジによる2位。ベルガーはハンガリーGPの3位がベストだった。

## スペック

### シャーシ
- シャーシ名 F93A
- ホイールベース 2,926 mm
- 前トレッド 1,694 mm
- 後トレッド 1,609 mm
- クラッチ AP
- タイヤ グッドイヤー

### エンジン
- エンジン名 フェラーリTipo 041 (E2A-93)
- 気筒数・角度 V型12気筒・65度
- 排気量 3,497cc
- スパークプラグ チャンピオン
- 燃料 アジップ
- 潤滑油 アジップ

## 記録
| 年   | マシン | タイヤ | No. | ドライバー | 1   | 2   | 3   | 4   | 5   | 6   | 7   | 8   | 9   | 10  | 11  | 12  | 13  | 14  | 15  | 16  | ポイント | ランキング |
| 年   | マシン | タイヤ | No. | ドライバー | RSA | BRA | EUR | SMR | ESP | MON | CAN | FRA | GBR | GER | HUN | BEL | ITA | POR | JPN | AUS | ポイント | ランキング |
| ---- | ------ | ------ | --- | ---------- | --- | --- | --- | --- | --- | --- | --- | --- | --- | --- | --- | --- | --- | --- | --- | --- | -------- | ---------- |
| 1993 | F93A   | G      | 27  | アレジ     | Ret | 8   | Ret | Ret | Ret | 3   | Ret | Ret | 9   | 7   | Ret | Ret | 2   | 4   | Ret | 4   | 28       | 4位        |
| 1993 | F93A   | G      | 28  | ベルガー   | 6   | Ret | Ret | Ret | 6   | 14  | 4   | 14  | Ret | 6   | 3   | 10  | Ret | Ret | Ret | 5   | 28       | 4位        |

- 太字はポールポジション、斜字はファステストラップ

## 参照
1. ↑  Ferrari F93A STATS F1
2. 1 2 3 4  フェラーリF93Aフィオラノで発表 バーナードの新車は7月から投入 F1速報 テスト情報号 32頁 ニューズ出版 1993年2月12日発行
3. ↑  “Ferrari F93A” (英語).   F1 technical.net. 2011年10月4日閲覧。
4. ↑  小倉茂徳「ワークスグランプリマシン完全カタログ」『スクーデリア・フェラーリ 1947 - 1997 50年全記録』、ソニーマガジンズ、1997年、93頁。
5. ↑  当時のピットレーンは速度規制が無かった。アクティブサス制御装置が車速を感知し、車高をレースモードまで低くしたところ、ピットレーンのバンプに底を擦ってスピンした。